# Wasserturm Bruderholz
Der Wasserturm Bruderholz ist ein 36 Meter hoher Wasserturm auf dem Hügel Bruderholz (394 Meter über Meer) in Basel-Bruderholz.
Der Turm wurde im Jahr 1926 aufgrund der zunehmenden Besiedelung des Bruderholz erbaut und dient der Wasserversorgung dieser höher als sonst in Basel liegenden Häuser.
Der Wasserturm hat eine in 27 Meter Höhe liegende, über 164 Treppenstufen öffentlich zugängige Aussichtsplattform

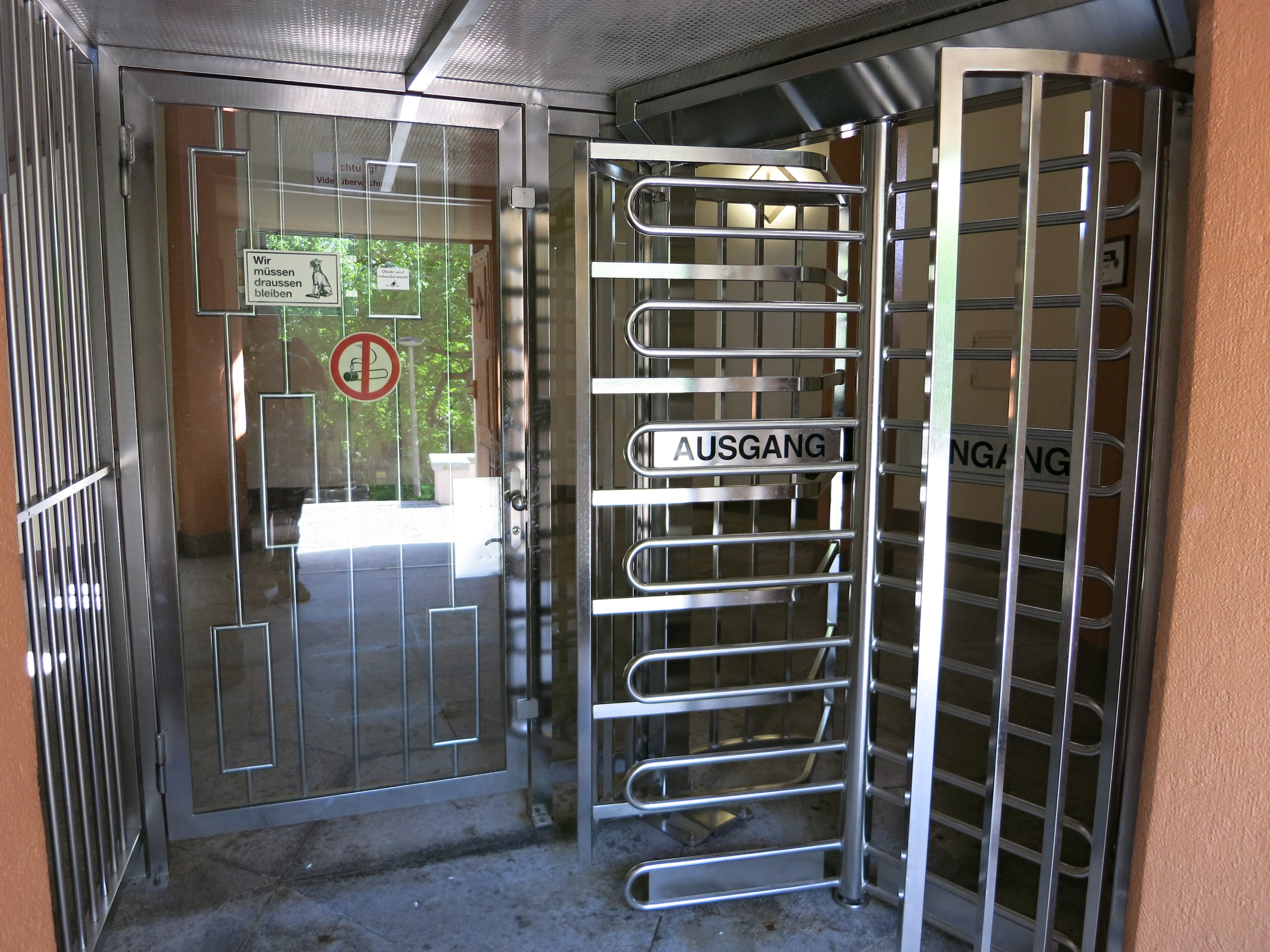
Eingang
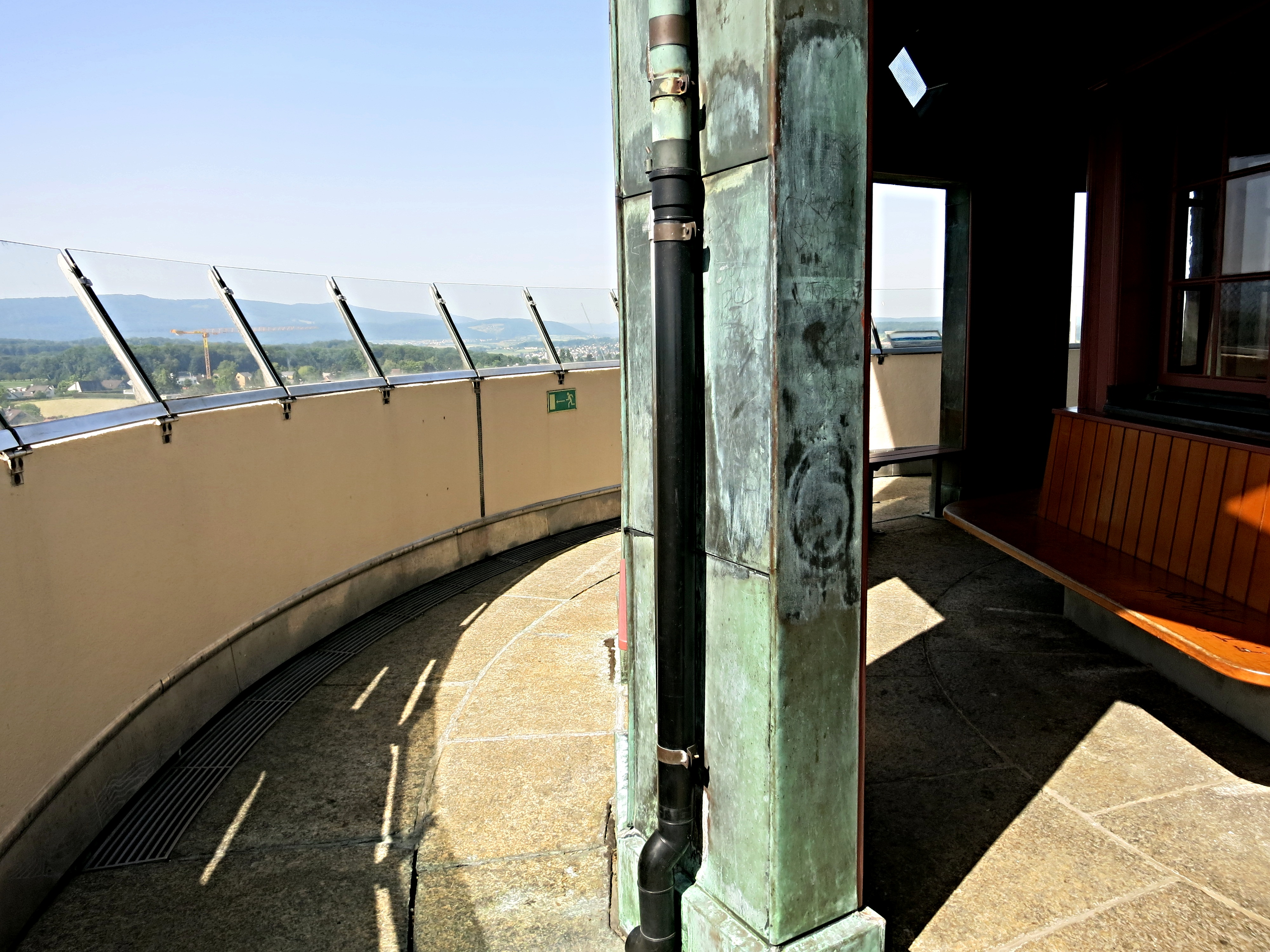
Aussichtsplattform
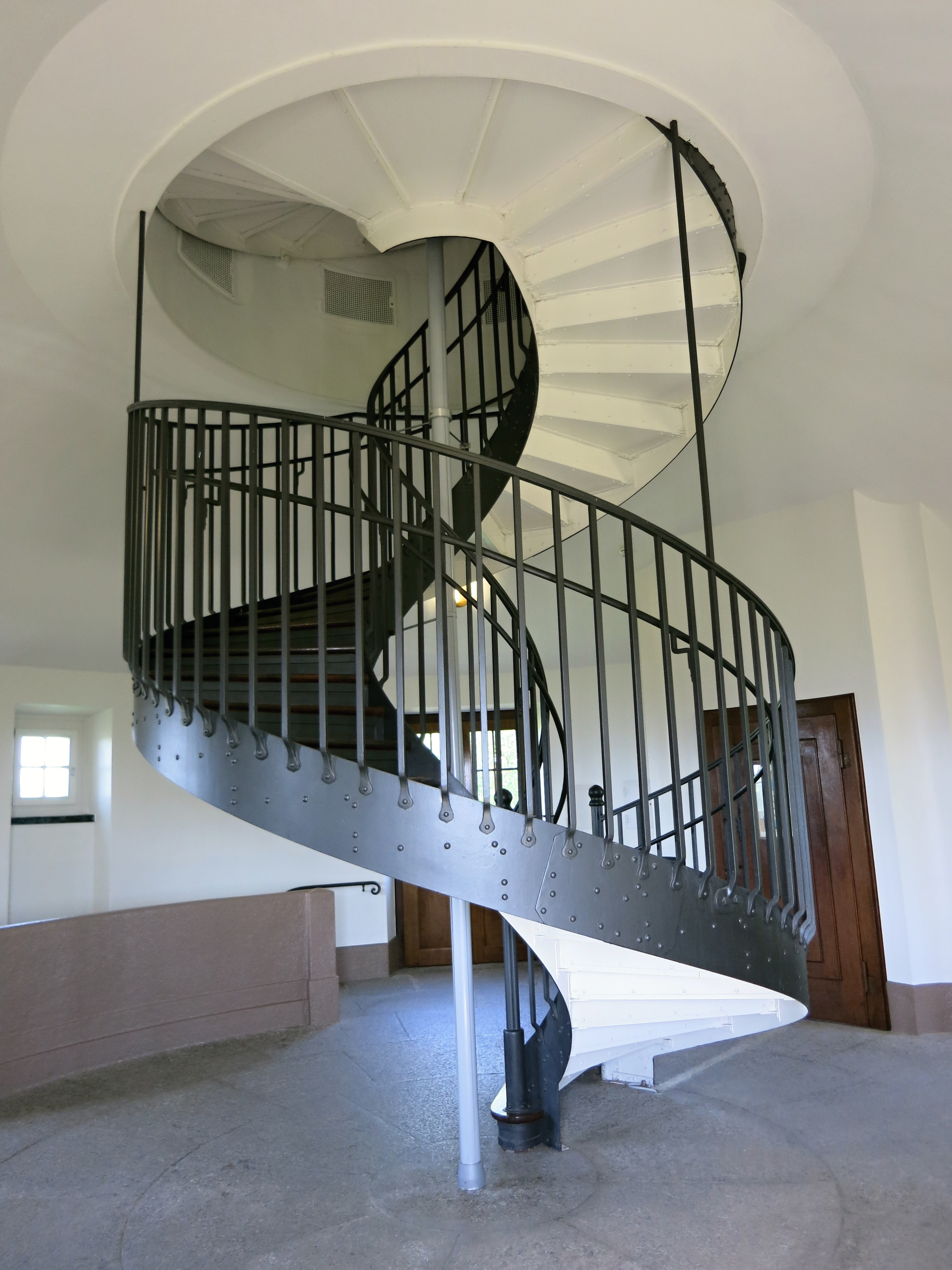
Treppen obere Turmhälfte
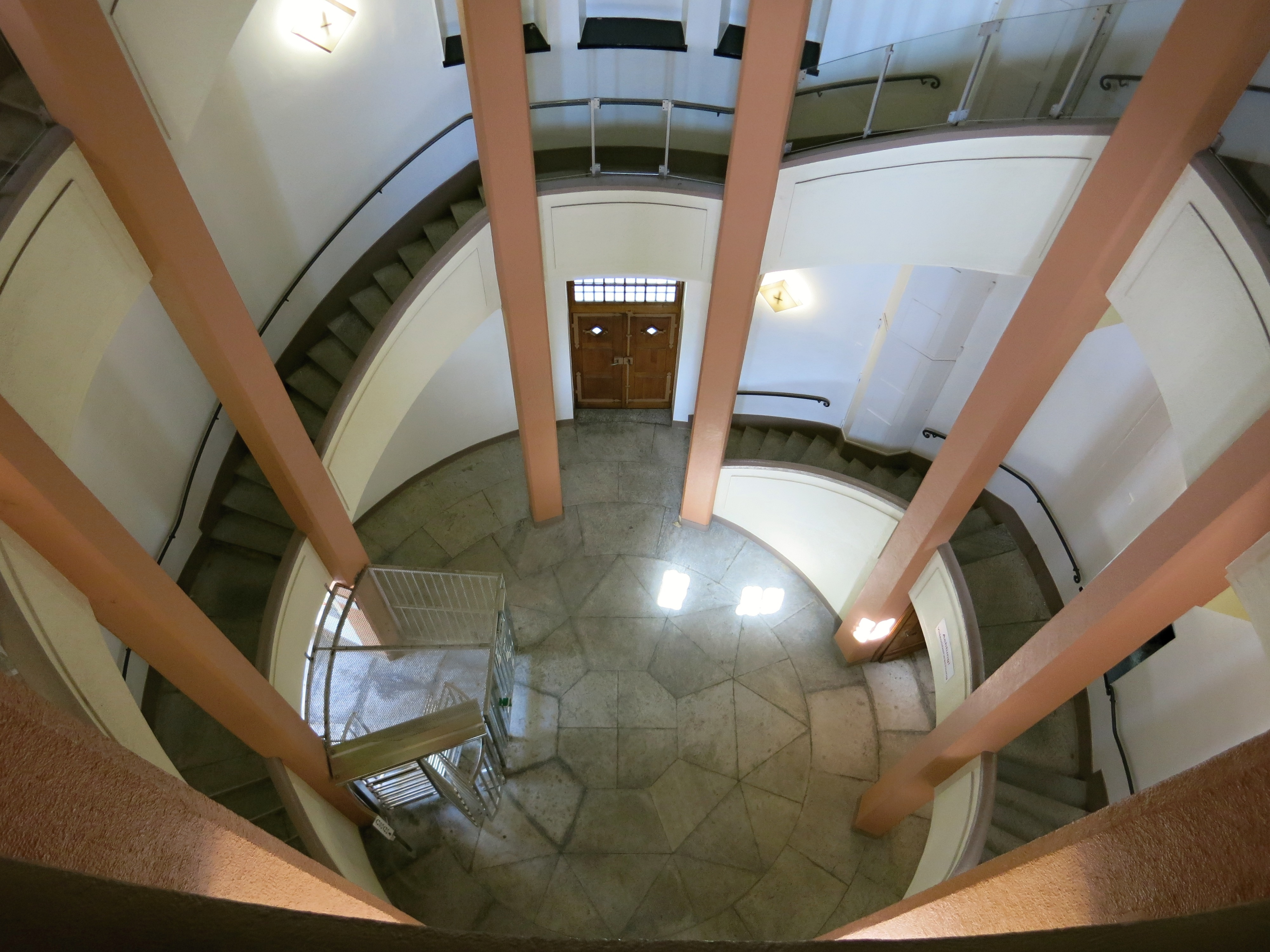
Treppen untere Hälfte
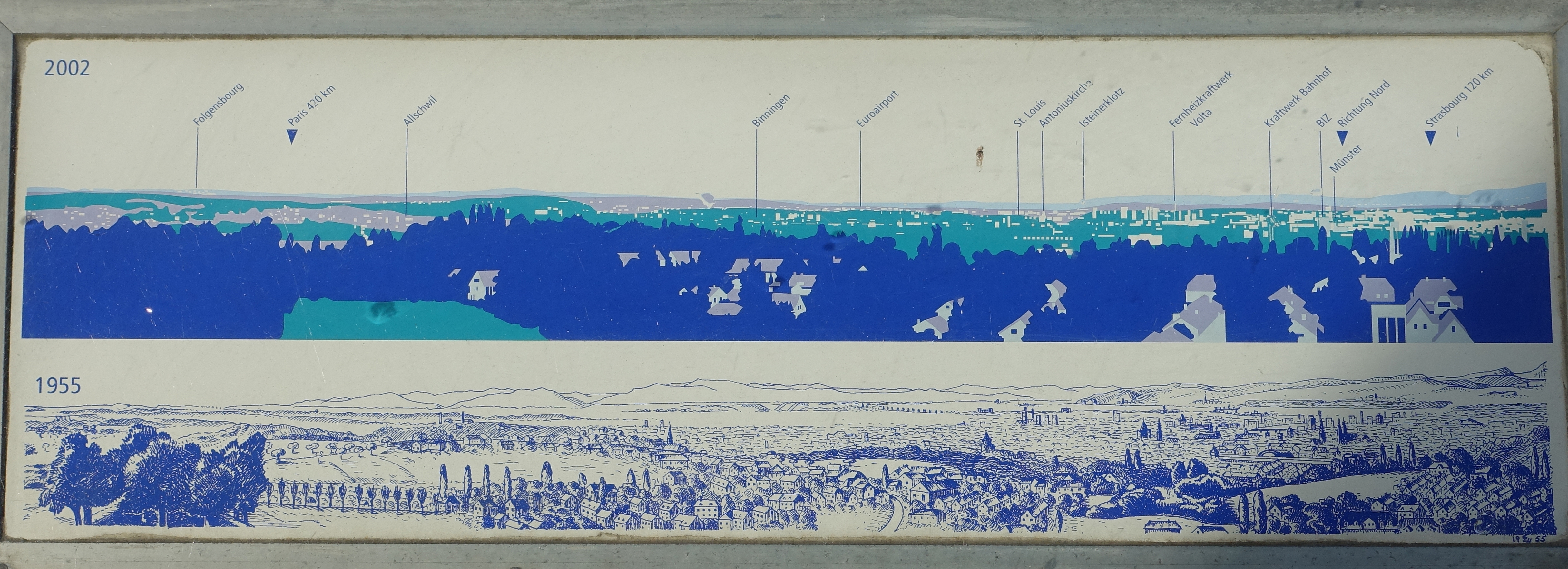
Blick nach Norden. Panoramatafel auf dem Wasserturm
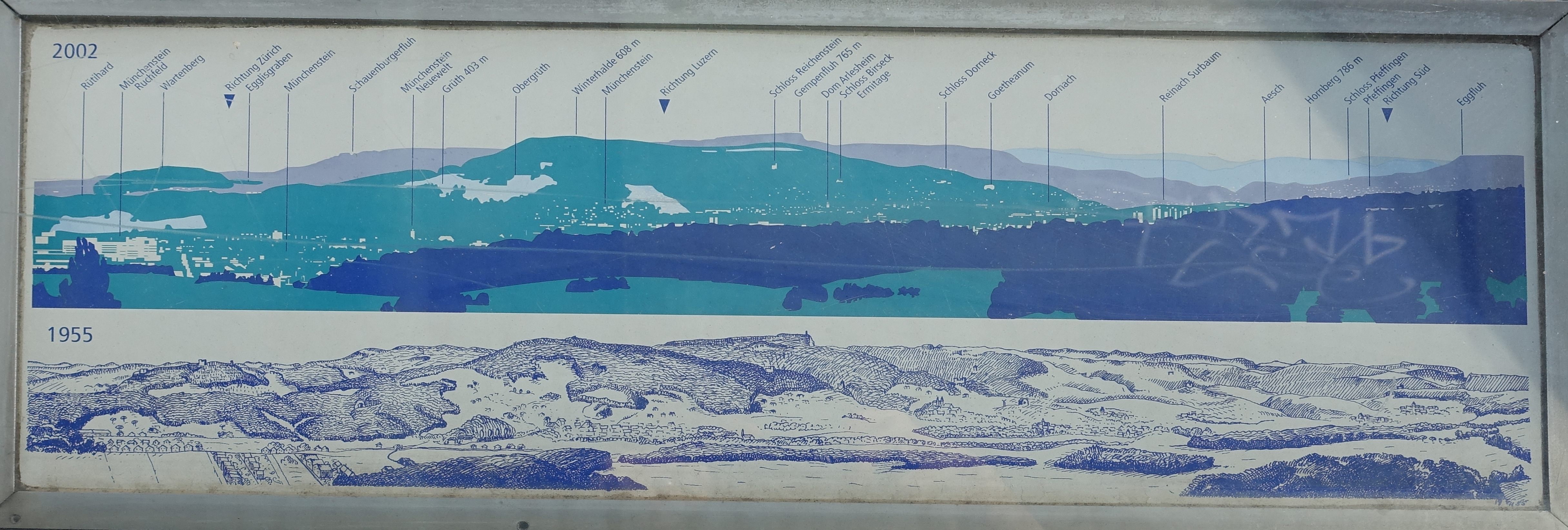
Blick nach Osten. Panoramatafel auf dem Wasserturm
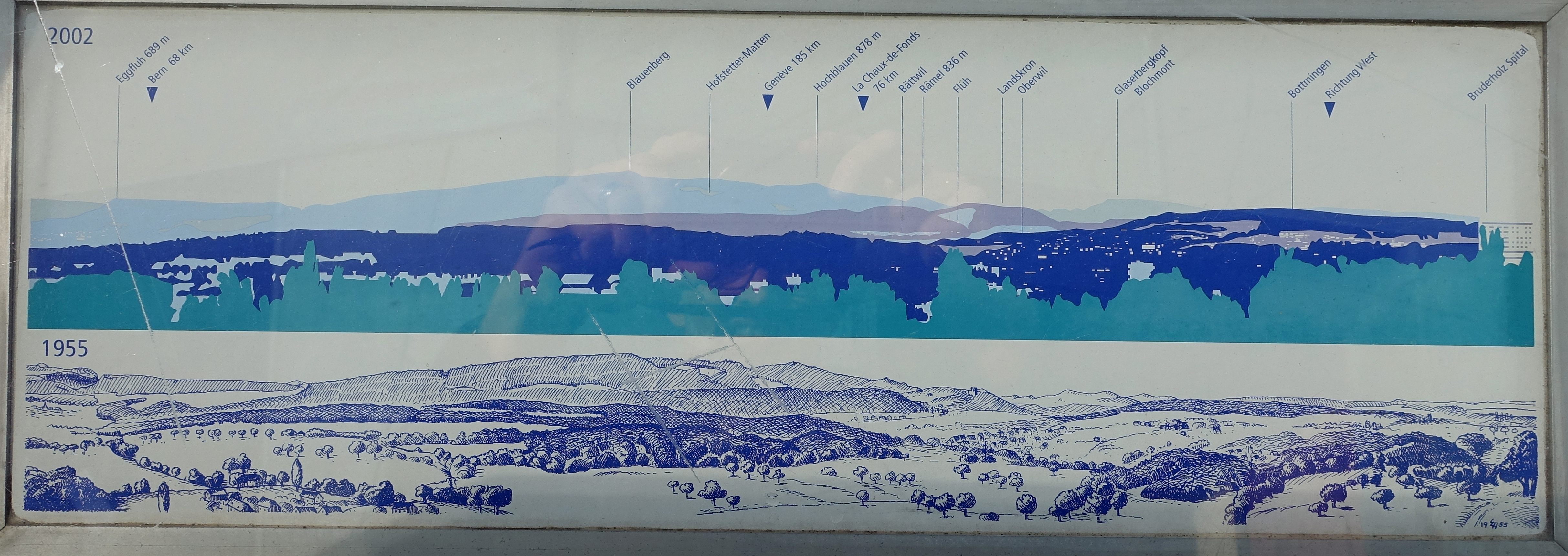
Blick nach Süden. Panoramatafel auf dem Wasserturm
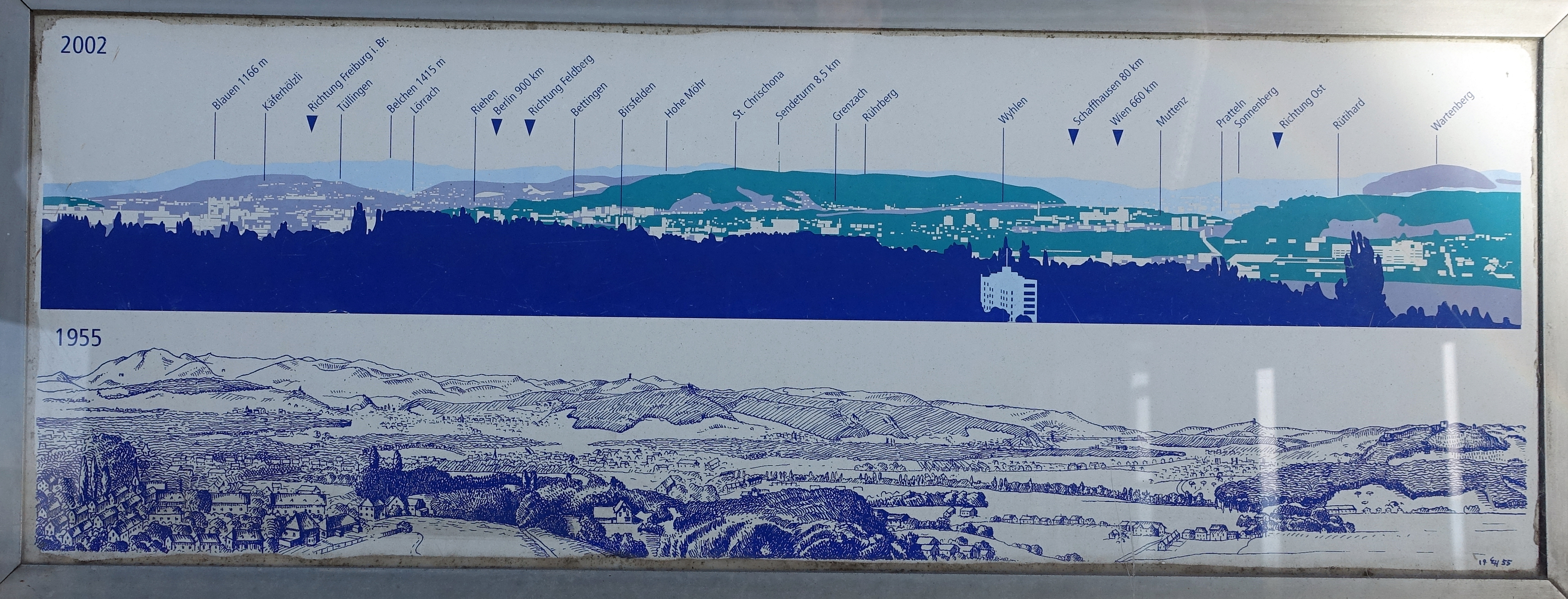
Blick nach Westen. Panoramatafel auf dem Wasserturm

Im Roman Der barmherzige Hügel von Lore Berger stürzte sich die Romanfigur Bea vom Wasserturm Bruderholz aus in den Tod. Die Autorin tat dasselbe tatsächlich im Jahr 1943. Ihr postum veröffentlichter Roman wurde 1981 verfilmt und 2017 am Theater Basel als Monolog aufgeführt.
Robert Dexter hat unter dem Titel Eine Stadt hat Angst einen Kriminalroman geschrieben, der hier spielt.

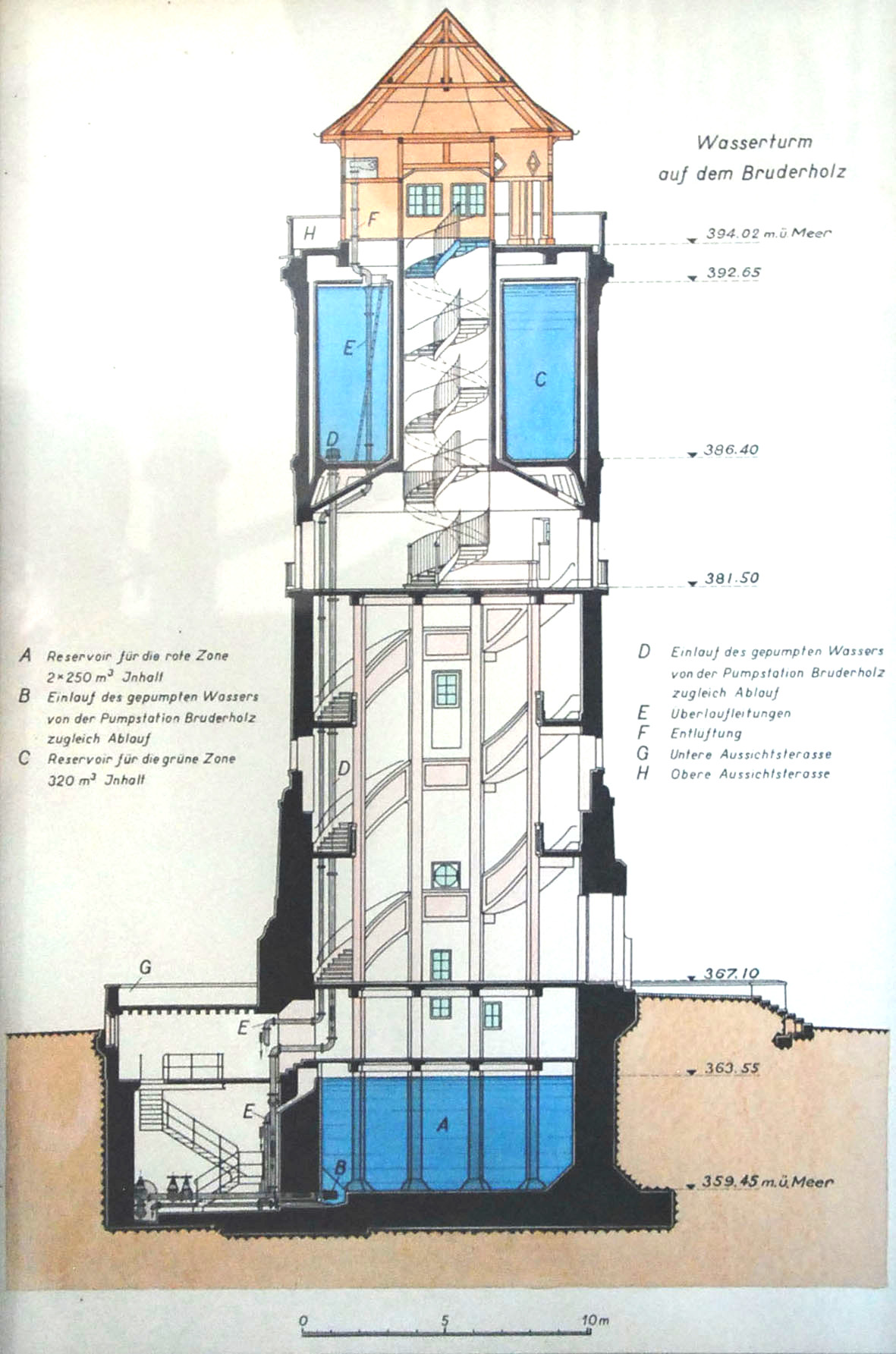
Querschnitt des Wasserturms